# Sigmops
El género Sigmops son peces marinos de la familia gonostomátidos, llamados comúnmente bocas-cerdosa, peces-luciérnaga o peces-luminosos -por sus órganos bioluminiscentes-, distribuidos ampliamente por las aguas profundas abisales de todos los océanos del planeta.
Su dimensión aproximada es de menos de ocho centímetros, y apenas tienen algo de resistencia, pues son muy frágiles. Suelen ser pescados por los barcos pesqueros de arrastre con facilidad.

## Especies
Existen cinco especies válidas en este género:
- Sigmops bathyphilum (Vaillant, 1884)
- Sigmops ebelingi (Grey, 1960)
- Sigmops elongatum (Günther, 1878)
- Sigmops gracilis (Günther, 1878)
- Sigmops longipinnis (Mukhacheva, 1972)